# Homalonychus
Homalonychus is een spinnengeslacht uit de familie Homalonychidae.

## Soorten
Het geslacht bevat de volgende soorten:.
- Homalonychus raghavai B.H. Patel & Reddy, 1991[3]
- Homalonychus selenopoides Marx, 1891[1]
- Homalonychus theologus Chamberlin, 1924[4]